# Hladke, Vasîlivka
Hladke (în ucraineană Гладке) este un sat în comuna Pidhirne din raionul Vasîlivka, regiunea Zaporijjea, Ucraina.

## Demografie
Componența lingvistică a localității Hladke
     Ucraineană (91,75%)
     Rusă (8,25%)
Conform recensământului din 2001, majoritatea populației localității Hladke era vorbitoare de ucraineană (91,75%), existând în minoritate și vorbitori de rusă (8,25%).